# Szantaż (film 2005)
Szantaż (oryg. Blackmail) – bollywoodzki film akcji z 2005 roku w reżyserii Anila Devgana z jego bratem Ajayem Devganem, Sunilem Shetty, Priyanką Chopra i Dią Mirza w rolach głównych.
Bohaterami filmu są ci, którzy bronią prawa i ci, którzy je łamią. W centrum filmu relacja dwóch wrogów: gangstera i policjanta. Łączy ich i dzieli postać 11-letniego chłopca. Jeden go porywa, drugi próbuje odzyskać. Podczas ucieczki przed policjantami chłopiec i porywacz zaprzyjaźniają się ze sobą. Film ma odniesienia do hollywoodzkiego dramatu z Kevinem Costnerem Doskonały świat (1993).

## Fabuła
Chrześcijanka (Dia Mirza) decyduje się poślubić hindusa Shekhara (Ajay Devgan). Świadoma tego, że żyje on łamiąc prawo, z napadów, liczy, że jej miłość pomoże mu się zmienić. Niestety umiera brzemienna podczas pościgu. Policji udaje się w końcu złapać nieuchwytnego kierowcę, którego rajdowe umiejętności umożliwiały dotychczas gangsterom ucieczki po napadach. Shekhar przez 8 lat pobytu w więzieniu żyje myślą o zemście na oficerze policji Abhayu Singhu Rathore (Sunil Shetty). Przez niego stracił wolność i ukochaną żonę. Jego gotowość do zemsty chce wykorzystać gangster Chhota (Mukesh Rishi), któremu Abhay zastrzelił brata. Z więzienia zleca mu mord na policjancie. Od tego czasu Abhay i jego żona (Priyanka Chopra) zaczynają się bać o życie synka Chiraga. Na każdym kroku stykają się z groźbami. Pewnego dnia Shekhar urzeczywistnia swoje groźby. Porywa chłopca.

## Obsada
- Ajay Devgan – Shekhar Mohan
- Sunil Shetty – oficer policji Abhay Rathod
- Priyanka Chopra – p. Rathod
- Dia Mirza – p. Mohan (żona Shekhara)
- Parth Dave – Chirag Rathod
- Mukesh Rishi – Chhota
- Siddharth Ray – John
- Shiva Rindani
- Saurabh Dubey – oficer policji Naik

## Muzyka i piosenki
Muzykę skomponował Himesh Reshammiya. Lista wykorzystanych piosenek:
1. Jaana Nahi Tha
2. Tune Di Bekarari
3. Aankhiyan Ladaa Ja (Rhythemic)
4. Kaun Kehta Hai
5. Imli Imli
6. Tune Di Bekarari (Part 1)
7. Aankhiyan Ladaa Ja
8. Tune Di Bekarari (Part 2)
9. Jaana Nahi Tha – Instrumental